# Polia discalis
Polia discalis är en fjärilsart som beskrevs av Augustus Radcliffe Grote 1877. Polia discalis ingår i släktet Polia och familjen nattflyn. Inga underarter finns listade i Catalogue of Life.